# Maribel Domínguez
Maribel Guadalupe Domínguez Castelán (Ciutat de Mèxic, 18 de novembre de 1978) és una davantera de futbol internacional amb Mèxic, amb la qual ha jugat els Mundials 1999 i 2011 i els Jocs Olímpics 2004 i ha marcat 75 gols. El 2005 va ser 6a al FIFA Women's World Player. Va ser una de les primeres jugadores estrangeres a la lliga espanyola, jugant al Barcelona i l'Estartit.